# Lithocarpus laoticus
Lithocarpus laoticus är en bokväxtart som först beskrevs av Paul Robert Hickel och Aimée Antoinette Camus, och fick sitt nu gällande namn av Aimée Antoinette Camus. Lithocarpus laoticus ingår i släktet Lithocarpus och familjen bokväxter.

## Underarter
Arten delas in i följande underarter:
- L. l. honbaensis
- L. l. laoticus